# Sant Miquel de Fontfreda
Sant Miquel de Fontfreda és una església d'una sola nau amb absis semicircular del municipi de Maçanet de Cabrenys (Alt Empordà) inclosa en l'Inventari del Patrimoni Arquitectònic de Catalunya. L'edifici està situat a uns quatre quilòmetres al sud del nucli de la població.

## Descripció
La volta de la nau és de canó, feta de rocall i calç. A l'interior trobem una pica baptismal de granit, semioval i romànica. L'absis és cobert amb una volta de quart d'esfera. L'accés es fa a través d'una porta al mur de migdia, de mig punt adovellada i amb lloind ai timpà. Sobre la porta hi ha un marc recobert de pedra, amb una creu en relleu. Damunt la façana de ponent es dreça el campanar de cadireta amb dues arcades de mig punt.
Donen llum al temple, una finestra al centre de l'absis i una altra al centre del frontis, de doble esqueixada i arc de mig punt. A la façana sud hi ha una sagetera i dos ulls de bou. A la part superior de l'absis hi ha un fris de dents de serra i el mur de migdia és decorat amb una cornisa incurvada. Al costat nord hi ha restes d'una construcció, que corresponen al celler i porxo.